# Gończy węgierski
Gończy węgierski (gończy siedmiogrodzki) – rasa psa, należąca do grupy psów gończych, posokowców i ras pokrewnych. Zaklasyfikowana do sekcji psów gończych średniej wielkości. Podlega próbom pracy.
Rasa ta występuje w dwóch odmianach wielkościowych: krótkonożnej i wysokonożnej. Obydwie odmiany są bliskie wymarcia, na co wskazuje spadek liczby wpisów tych gończych do Węgierskiej Księgi Rodowodowej.

## Rys historyczny
Gończy węgierski jako rasa pochodzi od czarnych psów gończych zwanych panońskimi tropowcami oraz od dawnych myśliwskich psów siedmiogrodzkich. Pod koniec XIX wieku gończy węgierski był dość licznie hodowany na terenie Siedmiogrodu oraz Węgier. Oficjalną nazwą rasy, uznaną przez FCI w roku 1963, jest Erdélyi Kopó.

## Wygląd
Włos u obu odmian wielkościowych jest zbity, twardy i obfity. Podszerstek staje się gęstszy w okresie zimowym.
Umaszczenie występujące u tej rasy to czarne z białymi lub brązowymi znaczeniami. W odmianie krótkonożnej jest dozwolone występowanie brązowego nosa. 

## Użytkowość
Dawniej myśliwi polując konno na jelenie, niedźwiedzie, czy dziki używali kilku gończych węgierskich. Do polowań na mniejszą zwierzynę taką jak zające czy lisy wykorzystywano odmianę krótkonożną tego gończego. Współcześnie nadal są wykorzystywane jako tropowce i płochacze, a także jako psy goniące głosem. Mają dobrze rozwinięty zmysł orientacji, są łatwe w prowadzeniu, a w pracy myśliwskiej wytrzymałe.